# ジャガイモシストセンチュウ
ジャガイモシストセンチュウ（Globodera rostochiensis、（英: golden nematode、golden eelworm、yellow potato cyst nematode））は、茎線虫目に属する線虫の一種。線虫には色々な種類があるが、このうち農作物の根に寄生して瘤をつくるものが、英語名でネマトーダとも呼ばれ、農作物害虫として農業者の一番の天敵である。このうちさらにジャガイモに寄生するものがジャガイモ線虫である。メスの線虫は大量の卵を生み、死んでもその体が球形になった包嚢となり、卵はその中で長く（一説には10年）生存し、それが孵化するとまたジャガイモの根に寄生し、卵を生むというサイクルを繰り返す。この線虫卵の包嚢をシスト（英: cyst）と呼び、シストの状態では駆除が難しく厄介な農作物害虫である。特にジャガイモ生産の多い北海道では、1972年に被害が確認され、毎年この防除に努めている。

## 特徴
ジャガイモシストセンチュウの宿主植物はアカザ属とナス科植物（トウガラシ、ジャガイモ、トマトなど）に限定されており、他科植物に寄生することはできない。ジャガイモシストセンチュウが寄生すると、その植物の根に侵入して栄養を摂取する。メスはやがて数百個の卵を内包したまま死に、その死体は一般的に直径 0.6mm で黄褐色の嚢胞（シスト、英: cyst）を形成する。このシストは耐薬剤性があり乾燥や低温に強くメスの卵を保護する役割を持ち、寄主植物が現れるまで10年以上休眠状態を維持することができる。このため、輪作や農薬の効果は低く、この害虫の根絶には30年以上かかる。
寄生の症状は一般的に植物の生長の弱化（クロロシス）および枯死である。重度の寄生は根系の縮小、水ストレス、栄養不足を導き、間接的に植物体の早期の老化および真菌感染への感受性の増大を引き起こす。ジャガイモシストセンチュウの侵襲症状は一つではなく、このため、害虫の同定は通常、土壌サンプルの試験を通して行われる。寄生症状が現れるまでには数年かかり、寄生から5 - 7年間気づかれないことが多い。
またシストは鶏に食された後の糞中では死滅しているが、豚に食されても48時間以内に排泄された糞中のシストは寄生能力を持つ。この理由は体温の違い（鶏：約42℃、豚：約39℃）によると考えられている。すなわち、シスト内卵と幼虫は38℃なら120時間、39℃なら48時間生存するが、40℃と42℃なら24時間後、44℃なら6時間後に死滅する。
圃場土中での分布は、水平方向で見ると耕耘や収穫作業の方向に広がり、収穫時の一時集積場所で高い。垂直方向では、ジャガイモの根の分布と一致し、大半が地表から25センチメートルまでの深さに分布するが、小数であるが50センチメートルまでは分布する。

## 生活環
発育至適温度は 16 - 22度で、条件が良ければ年間2世代の増殖もあるが、実質的には1世代である。
1. シストで越冬。
2. 春の地温上昇により幼虫が泳ぎだし、ジャガイモの根に侵入。
3. 40日程度で成虫となり、根の表面に現れる。
4. 時間の経過と共にシストは、「白色」→「黄色」→「褐色」と変化する。
シストには未分割の卵及び、第一期、第二期の幼虫が200 - 500個入っている。

## 分布
ジャガイモシストセンチュウは南米ペルーのアンデス山脈が発祥である。この線虫による被害は世界50数カ国に及ぶ。拡散経路は、流水、風、種苗、農業用機械や器具に付着しての移動、耕うんや収穫などでの大型機械による農作業、ジャガイモ塊茎への寄生、デンプンおよびビート工場で使用されたジャガイモから落ちる土壌や残渣からの伝播が考えられている。また別な種類の線虫では、ムクドリや野ネズミによる伝播の可能性が報告されている。

### グアノへのシスト混入ルート
ペルーでのグアノ（海鳥糞由来肥料）の採掘と輸出は1970年代以降行われていなかったが、直接的な証拠は無いが幾つかの調査から次の可能性が指摘された。
1. グアノ採掘労働者の食料としてアンデス山地産ジャガイモが大量に消費されていたが、このジャガイモの運搬には麻袋が使用され、ジャガイモには線虫汚染土が付着していた。
2. 麻袋はグアノの搬出に再利用されていた。
3. グアノ島内では線虫汚染されたジャガイモの栽培が行われた。
4. 港湾施設での輸出用グアノの調合と袋詰め。
5. アンデス山地、沿岸とグアノ島を往復するカモメ。

このうちグアノ汚染土付着麻袋の再利用が濃厚な可能性とされている。

## 世界への拡散
ヨーロッパへの最初の侵入について、19世紀に伝来したジャガイモに付着したものによると考えられており、1881年にドイツで最初に発見された。アメリカへは、第一次世界大戦で使用された軍用車両に付着したものが定着したと考えられている。アメリカでは1941年に、カナダでは1960年代に、メキシコでは1970年代に最初に発見された。このほか、アジア、アフリカ、オーストラリアの様々な地域で確認されている。

### 日本のケース
日本では、1972年7月に北海道後志地域の虻田郡真狩村豊川でのジャガイモ「紅丸」の生育不良調査において、初めてジャガイモシストセンチュウの発生が確認された。真狩村を含めた羊蹄山麓地域はデンプン原料用および食用のジャガイモの主要生産地であった。ジャガイモの作付け率が著しく大きく、畑作物の60%を占めていた。また、ジャガイモを連作する農家が多かった。これらのことがジャガイモシストセンチュウの急速な繁殖につながったと考えられている。2012年時点では、北海道、青森県、長崎県、三重県、熊本県での発生が報告されている。
日本への侵入経路は、ジャガイモシストセンチュウの原産地であるペルーから輸入された各種作物、特にテンサイ育苗床土用のグアノ（海鳥糞窒素質肥料）であると考えられている。真狩村と留寿都村の圃場では、テンサイ栽培後にジャガイモを栽培することが多い。ペルー産グアノは1957年から1964年まで産出されており、日本へは1958年を除いてこの間に輸出されていた。最初に発見された真狩村へは1960年から輸出されており、ペルーグアノからの侵入時期は1960年頃と推定された。なお、最初の発見の8から7年前に当たる1964年に真狩村で採取されて保存されていた土壌サンプルからジャガイモシストセンチュウが発見され、この頃から定着していたことが明らかとなっている。
当時のジャガイモシストセンチュウによるジャガイモの被害症状として、まず7月上旬に軽い凋萎に現れ、次第にこの症状が顕著となっていき、茎葉の繁茂が不良となった。7月中旬から下葉の黄化が目立ちはじめ、黄化症状は次第に株全体に広がった。被害が著しい場合、8月中旬以降、毛ばたき症状または枯死症状を呈した。
発見された1972年に真狩村と同郡留寿都村で行われた土壌検診により同郡の約374 ha（真狩村：313.8ha、留寿都村：60.9ha）でジャガイモシストセンチュウの発生が確認された。その後さらに、翌1973年に蘭越町で2.5ha、ニセコ町で2.2ha、京極町で0.6haで、1974年に蘭越町で新たに1.0ha、倶知安町で2.2haの分布が確認された。1977年には土壌検診により北海道東部の斜里郡3町（清里町14.4ha、斜里町8.8ha、小清水町2.0ha）にも発生が認められた。

### サーニッチ半島のケース
1960年代、カナダ、ブリティッシュコロンビア州のバンクーバー島南部のサーニッチ半島でジャガイモシストセンチュウの上陸が確認された。この地域および国家の当局者は、ジャガイモシストセンチュウ繁殖が及ぼす農業への深刻な影響への懸念を表明した。ジャガイモシストセンチュウは湿度の高い夏と暖冬で最も生育する。このため、カナダの気候はこの害虫の繁殖には過酷であるが、バンクーバー島南部の穏やかな気候は繁殖に特に適していると考えられる。1965年にセントラルサーニッチの農場でジャガイモシストセンチュウが発見され、検疫が行われ。ブリティッシュコロンビア州のジャガイモ種子産業や多くの農業輸出産業は操業を停止した。Agriculture and Agri-Food Canada（英語版）から出向した専門家らは、前線であるBCの全てのジャガイモの栽培場所でこの問題の検出のため調査を行った。1966年では、ジャガイモシストセンチュウの繁殖が半島の土地の約150エーカーのエリアに限定されていることが確認された。このことは、おそらく1950年代に、この害虫がヨーロッパから輸出された植物原料を経由して比較的保護されていたエリアへと伝来したことを示唆する。
Agriculture and Agri-Food Canadaはこの線虫を根絶する措置を講じた。まず、約450エーカーの検疫ゾーンを設定した。提案された検疫プロセス中の農家の経営を補助するため小さな経済的保障が与えられた。検疫に続いて、寄生された土地は、D-D（ジクロロプロペン、ジクロロプロパンを主成分とする）と呼ばれる土壌燻蒸剤で最低二回燻蒸消毒された。しかし、1980年までに、ジャガイモシストセンチュウを根絶する試みが失敗に終わったことが明らかとなった。その結果、1982年に農務省は、ジャガイモシストセンチュウを広める可能性があるとして隔離エリアからのあらゆる土壌および物資の移動を制限された全ての植物の苗木、根菜類、およびその他植物の栽培を禁止するジャガイモシストセンチュウ対策法（英: the Golden Nematode Order）を制定した。
ジャガイモシストセンチュウの襲来とその結果の根菜類、特にジャガイモの栽培の禁止は直接的にも間接的にもサーニッチ半島の地域社会に大きな影響を与えた。まず、何人もの大規模農業者が土地の一部を売却することを余儀なくされ、半島で工業的農業が小規模農業になる傾向が加速した。加えて、ジャガイモシストセンチュウ対策法が、カナダ人が消費する生鮮野菜の約50%に当たるジャガイモ、トマト、トウガラシの栽培を禁止しているため半島の農業者が破産しないために代替作物と観光農業に手を出さざるを得なくなった。市場の相当なこの部分に関わることなく、半島の農家は、キウイ、ベリー、ブドウを含む代替作物を探し求めた。このため、外部の競争と新しい産業の組み合わせが率先して行われ、農業産業はサーニッチ半島は実質的に衰退した。この50年間で、半島の90%以上の食品がこの地方で栽培されていたが、2004年までにこの割合は10%未満にまで落ち込んだ。

## ふ化促進物質
1920年代に、シストからのシストセンチュウのふ化は寄主植物の根から分泌されるふ化促進物質によって引き起こされることが明らかとなっていた。1992年に、ジャガイモの水耕栽培液からジャガイモシストセンチュウのふ化促進物質であるソラノエクレピンA（英: solanoeclepin A、C27H30O9）が発見された。ソラノエクレピンAの分子構造はX線結晶解析によって決定されている。また、ソラノエクレピンAの全合成は2011年に成功している。ただし、ソラノエクレピンAは三員環から七員環までの全ての環を含む複雑な構造であるため、全合成には52工程が必要だった。
ふ化促進物質の開発はシストセンチュウの有効な駆除方法として進められている。ジャガイモシストセンチュウはナス科植物以外に寄生することはできないため、他科植物を栽培中にふ化促進物質を散布するとジャガイモシストセンチュウは寄生による栄養の摂取ができず、餓死するものと予想されている。ふ化促進物質を用いた駆除方法は検討されており、トマトの水耕栽培液を用いた実験でその有効性が確認された。ただし、上記のようにソラノエクレピンAの全合成は困難であるため、合成が容易な類縁体の研究が進められている。
また、ジャガイモ同様に根からふ化促進物質を分泌するもののシストセンチュウが寄生できないハリナスビなどの別のナス科植物の導入も試みられている。